# Peter Gartmayer
Peter Gartmayer (Filderstadt, 25 februari 1978) is een voormalig beachvolleybalspeler uit Oostenrijk. Hij werd in 2007 Europees kampioen en nam deel aan twee edities van de Olympische Spelen.

## Carrière

### 1998 tot en met 2005
Gartmayer debuteerde in 1998 aan de zijde van Harald Dobeiner in de FIVB World Tour bij het Open-toernooi van Klagenfurt. Vervolgens vormde hij van 1999 tot en met 2005 een team met Robert Nowotny. Het eerste jaar namen ze onder meer deel aan de Europese kampioenschappen in Palma waar ze op een gedeelde zeventiende plaats eindigden. Een jaar later werden ze bij de EK in Getxo na twee wedstrijden uitgeschakeld. In de World Tour kwamen ze bij vijf toernooien niet verder dan drie een-en-veertigste plaatsen. In 2001 deden ze mee aan zes reguliere FIVB-toernooien met een dertiende plaats op Mallorca als beste resultaat. Bij de wereldkampioenschappen in eigen land bleven ze in de groepsfase steken. Daarnaast nam Gartmayer met Clemens Doppler deel aan de EK in Jesolo. Het tweetal eindigde als vierde nadat de halve finale verloren werd van de Zwitserse broers Martin en Paul Laciga en de troostfinale van het Noorse duo Vegard Høidalen en Jørre Kjemperud.
Het jaar daarop speelden Gartmayer en Nowotny zes mondiale wedstrijden en namen ze deel aan de EK in Bazel. Daar verloren ze in de tweede ronde van de gebroeders Laciga door wie ze in de vijfde ronde van de herkansing ook definitief werden uitgeschakeld. In 2003 bereikten ze bij de EK in Alanya de achtste finale die verloren werd van de Zwitsers Patrick Heuscher en Stefan Kobel. Bij de WK in Rio de Janeiro strandde het duo na drie nederlagen in de groepsfase. In de World Tour deden ze verder mee aan negen toernooien waarbij ze niet verder kwamen dan twee zeventiende plaatsen. In 2004 namen Gartmayer en Nowotny in aanloop naar de Spelen deel aan elf internationale toernooien. Daarbij behaalden ze onder meer een vierde (Kaapstad) en drie negende plaatsen (Lianyungang, Mallorca en Klagenfurt). Bij de Olympische Spelen in Athene kwamen ze niet verder dan de groepsfase. Het daaropvolgende seizoen was het duo actief op twaalf reguliere toernooien in het mondiale circuit met een negende plaats in Klagenfurt als beste resultaat. Bij de WK in Berlijn verloren ze de eerste wedstrijd van de Amerikanen Jacob Gibb en Stein Metzger, waarna ze in de tweede ronde van de herkansing werden uitgeschakeld door het eveneens Amerikaanse duo Dain Blanton en Kevin Wong.

### 2006 tot en met 2009
Van 2006 tot en met 2008 vormde Gartmayer een team met Doppler. Het eerste jaar namen ze deel aan negen mondiale toernooien met onder meer een zevende (Zagreb) en twee negende plaatsen (Espinho en Klagenfurt) als resultaat. Bij de Grand Slam van Klagenfurt blesseerde Doppler zijn knie, waarna Gartmayer met Nik Berger twee wedstrijden in de World Tour speelde en deelnam aan de EK in Den Haag. Daar eindigde het duo als vierde nadat de halve finale verloren werd van Jochem de Gruijter en Gijs Ronnes uit Nederland en de wedstrijd om het brons van Heuscher en Kobel. Het seizoen daarop kwamen Gartmayer en Doppler bij veertien reguliere FIVB-toernooien tot twee vijfde (Åland en Stare Jabłonki) en acht negende plaatsen. In Gstaad bereikten ze bij de WK de achtste finale die ze verloren van de latere kampioenen Todd Rogers en Phil Dalhausser. Daarnaast wonnen ze in Valencia de Europese titel; in de finale waren ze in drie sets te sterk voor het Nederlandse duo Reinder Nummerdor en Richard Schuil.
In 2008 waren ze acitef op elf toernooien in de World Tour. Ze eindigden daarbij driemaal als vijfde (Stavanger, Klagenfurt en Kristiansand), eenmaal als zevende (Praag) en eenmaal als negende (Parijs). Bij de EK in Hamburg verloren ze in de tweede ronde van Nummerdor en Schuil, waarna ze in de herkansing werden uitgeschakeld door hun landgenoten Florian Gosch en Alexander Horst. Bovendien namen Gartmayer en Doppler deel aan de Olympische Spelen in Peking. Ze gingen als groepswinnaar door naar de achtste finales waar de voor Georgië uitkomende Renato Gomes en Jorge Terceiro te sterk waren. Met Alexander Huber deed Gartmayer een jaar later mee aan de WK in Stavanger – drie nederlagen in de groepsfase – en speelde hij in Gstaad zijn laatste internationale beachvolleybalwedstrijd.

## Palmares
Kampioenschappen
- 2007: 9e WK
- 2007:  EK
- 2008: 9e OS